# Shenango River
Der Shenango River ist ein 161 km langer Fluss im westlichen US-Bundesstaat Pennsylvania. Er bildet im Zusammenfluss mit dem Mahoning River den Beaver River. Der Abfluss erfolgt über den Ohio River und den Mississippi River in den Golf von Mexiko. Der Mahoning River gehört zum Flusssystem des Mississippi und entwässert ein Gebiet von 2.761 km². Die Quelle befindet sich bei der Ortschaft Hartstown im Crawford County, Pennsylvania. Der Shenango River fließt zunächst in nordwestlicher Richtung in das 69,15 km² große Pymatuning Reservoir, das 1934 durch den Bau eines Staudamms angelegt wurde. Der See liegt vollständig in zwei gleichnamigen State Parks, deren gemeinsame Grenze identisch mit der Staatengrenze Pennsylvania/Ohio ist. Die Parkfläche zusammen mit dem Gewässer beträgt insgesamt 126 km² davon entfallen 30 km² Land- und 55,5 km² Wasserfläche auf den Pymatuning State Park (Pennsylvania) sowie 26,8 km² Land und 13,65 km² Wasserfläche auf den Pymatuning State Park (Ohio).
Unterhalb des vom U.S. Army Corps of Engineers angelegten Staudamms dreht der Flusslauf südsüdostwärts ins Mercer County in Pennsylvania, bevor er nach Westen abbiegt. Kurz vor der Staatsgrenze zu Ohio wurde 1965 ein zweiter Staudamm gebaut, der das Wasser des Flusses zum 14,4 km² großen Shenango River Lake aufstaut. Jenseits des Damms fließt der Fluss zunächst nach Südwesten und kurze Zeit durch das Staatsgebiet Ohios, bevor er nach Südosten abbiegt. 5 km nördlich der Stadt New Castle vereinigt er sich mit dem Mahoning River, um den Beaver River zu bilden. Die wichtigsten Nebenflüsse des Shenango Rivers sind der Little Shenango River, der Pymatuning Creek und der Nehannock Creek. 46 % des Einzugsgebiets wird landwirtschaftlich genutzt, während 40 % von Wald und der Rest von Wasser oder Feuchtgebieten bedeckt ist.